# 阿瑪莉埃 (茨魏布呂肯-比肯費爾德)
普法爾茨-茨魏布呂肯-比肯費爾德的阿瑪莉埃（德語：Amalie von Pfalz-Zweibrücken-Birkenfeld，1752年5月10日—1828年11月15日），薩克森王后，丈夫是腓特烈·奧古斯特一世。

## 生平
阿瑪莉埃是普法爾茨-茨魏布呂肯伯爵腓特烈·米夏埃爾的長女，弟弟是日後的巴伐利亞國王馬克西米利安一世。
1769年，阿瑪莉埃與薩克森選侯腓特烈·奧古斯特三世結婚，兩人僅有一女：
1. 瑪麗亞·奧古斯塔（1782年—1863年），終生未婚

1806年，腓特烈·奧古斯特成為薩克森王國的第一任國王，稱腓特烈·奧古斯特一世，阿瑪莉埃成為薩克森王后。
阿瑪莉埃於1828年去世，享年76歲。